# Mercedes-Benz W187
Mercedes-Benz 220 är en personbil, tillverkad av den tyska biltillverkaren Mercedes-Benz mellan juli 1951 och augusti 1955.
Mercedes-Benz hade små medel för produktutveckling efter andra världskriget. Efter att ha tagit fram 170 S, i stort sett baserad på förkrigsteknik, koncentrerade man sig på den stora 300:n. Men man jobbade även på en ny mellanklassbil, den modell som senare under femtiotalet skulle bli 180 och 220. Motorn till den senare, en liten sexa med överliggande kamaxel, var klar långt före resten av bilen och Mercedes beslutade att dra nytta av detta genom att lansera en interimsmodell i väntan på den nya bilen. W187 skapades snabbt genom att placera den moderna motorn i den ålderdomliga 170 S-modellen. För att få plats med den större motorn försåg man bilen med en ny front med inbyggda strålkastare. De exklusiva tvådörrarsmodellerna såldes nu uteslutande med den nya motorn. Dessa fortsatte att tillverkas ett drygt år efter att sedanen i maj 1954 ersatts av den nya W180 220. Under detta sista tillverkningår byggdes även en coupé i endast 85 exemplar.
Produktionen uppgick till 16 154 st sedaner och 2 360 st tvådörrarsvagnar.
Motor:
| Modell | Motor                    | Cylindervolym | Effekt | Bränslesystem   |
| ------ | ------------------------ | ------------- | ------ | --------------- |
| 220    | M180: 6-cyl radmotor ohc | 2195 cm³      | 80 hk  | Solex-förgasare |

## Bilder

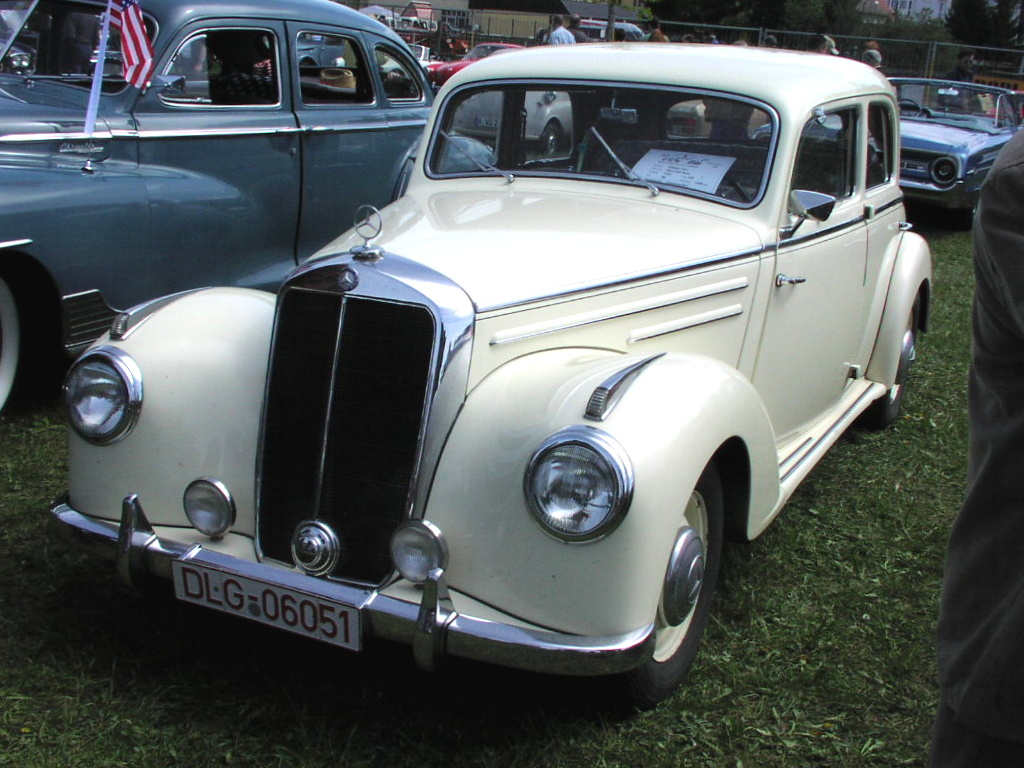
Limousine
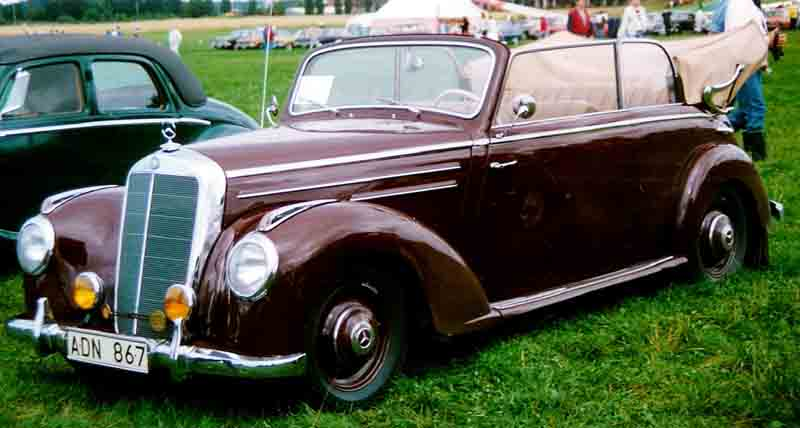
Cabriolet B
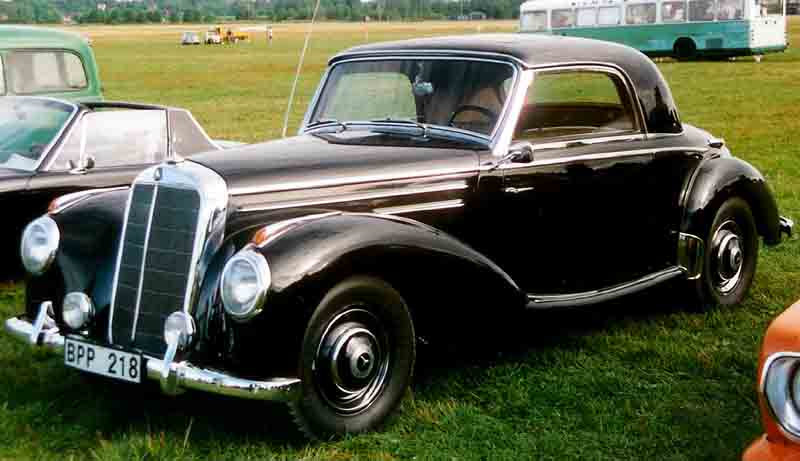
Coupé